# 검은귀날여우박쥐
검은귀날여우박쥐(Pteropus melanotus)는 큰박쥐과에 속하는 박쥐의 일종이다. 블라이스날여우박쥐 또는 크리스마스섬날여우박쥐로도 불린다. 크리스마스섬(오스트레일리아), 안다만 제도 (인도), 니코바르 제도(인도) 그리고 수마트라섬(인도네시아)에서 발견된다.

## 분포 및 서식지
검은귀날여우박쥐는 인도-태평양 여러 섬의 토착종이다. 안다만 제도와 니코바르 제도, 믄타와이 제도 그리고 크리스마스섬에서 발견된다. 해안가 근처 숲, 특히 망그로브 지역에서 주로 대형 집단을 형성하여 둥지 생활을 한다.

## 생태
검은귀날여우박쥐는 어스름 이전에 둥지에서 나와 과일과 꽃을 먹는다. 매년 한 마리의 새끼를 낳는다.

## 보전 상태
검은귀날여우박쥐의 다수의 위협에 직면해 있다. 숲 서식지의 파괴와 숲에서 사람들의 사냥때문에 둥지를 만들 수 있는 장소가 줄어들고 있다. 갈아서 만든 검은귀날여우박쥐의 뼈가 천식 증상을 경감시키는 전통 약재로 사용되고 있다. 그러나 먹이의 변화에 적응하고 있는 것이 확인되고 있으며, 이제는 다수의 외래 식물도 먹고 있다. 국제 자연 보전 연맹(ICUN)이 "취약종"으로 지정하고 있다.